# Otto Schleimer
Otto Schleimer (* 15. März 1876 in Letmathe; † 15. März 1957 in Schwerte) war ein deutscher Diplom-Ingenieur und Hüttendirektor.

## Leben
Otto Schleimer besuchte das Realgymnasium in Iserlohn, wo er erfolgreich sein Abitur ablegte. Nach einer längeren praktischen Tätigkeit in den Betrieben der Westfälischen Stahlwerke A.G., Bochum, studierte er an der Technischen Hochschule Berlin-Charlottenburg, wo er nach sieben Semestern sein Diplomexamen im Hüttenfach ablegte. In seiner Studienzeit wurde er Mitglied im heutigen Corps Silingia Breslau zu Köln. Hiernach bekleidete er den Posten als Betriebsingenieur des Siemens-Martin-Stahlwerkes der Westfälischen Stahlwerke AG.
Schleimer war längere Zeit im Ausland als Direktor-Stellvertreter bei der Eisen- und Drahtindustrie in Krakau beim Aufbau eines SM-Stahlwerkes mit zugehörigen Draht- und Stabstahlstraßen tätig. Nach einer mehrjährigen Tätigkeit als Stahl- und Walzwerkschef bei der „Düsseldorfer Eisen- und Drahtindustrie, Düsseldorf“, wo er auch Mitglied des Vereins deutscher Eisenhüttenleute war, leitete er bei der Firma „Dr. Kurt Albert“ ein Stahlwerk mit angeschlossener Entzinkungsanlage für verzinkten Eisenschrott zur Wiedergewinnung des Eisens als Stahl und des Zinks als Farbe. Während des Ersten Weltkrieges übernahm er den Aufbau und die Leitung eines Stahlwerkes zur Herstellung von Stahlgranaten.
Am 17. Februar 1920 trat Otto Schleimer als Vorstandsmitglied bei der Firma „Eisenindustrie zu Menden und Schwerte AG“ ein. Nachdem das Unternehmen 1926 Teil der Vereinigten Stahlwerke geworden war, verhinderte Schleimer die geplante Schließung und sorgte dafür, dass sich das Werk zu einem Hersteller von gewalzten und gezogenen Spezialprofilen aus Stahl entwickelte. Nach der Machtübernahme der Nationalsozialisten trat er März 1933 in die NSDAP ein (Mitgliedsnummer 3.097.302). Er leitete das Werk als Vorstandsvorsitzender bis zum 30. September 1944. Ursprünglich sollte Schleimer sofort in den Aufsichtsrat der Gesellschaft wechseln. Da vor Kriegsende keine Aufsichtsratssitzungen mehr stattfanden und der alte Aufsichtsrat Ende 1945 von den Alliierten entlassen wurde, konnte die Zuwahl erst am 13. Mai 1949 erfolgen. Er blieb bis zu seinem Tode am 15. März 1957 Mitglied dieses Gremiums. 
Otto Schleimer wurde im Ersten Weltkrieg und Zweiten Weltkrieg mit dem Kriegsverdienstkreuz ausgezeichnet.